# Туше Тишин
Петър (Ту̀ше) Николов Тишин (среща се и Тишинов) е български революционер, деец на Вътрешната македоно-одринска революционна организация (ВМОРО).

## Биография
Роден е в българския южномакедонски град Кукуш, тогава в Османската империя, днес Килкис в Гърция. Баща му Никола Тишин е сред градските първенци.
Влиза във ВМОРО и развива дейност по революционните борби на българите в Кукушко. Брат му Гоце Тишин също участва в тях. Туше Тишин е един от активните ръководители на Вътрешната организация.
Туше Влахов споменава Туше Тишин като един от дейците на ВМОРО, влезли в кукушката секция на създадената след Младотурската революция Народна федеративна партия, заедно с Туше Делииванов и други. Това обаче е в противоречие със свидетелство на Туше Делииванов, който не споделя възгледите на партията и твърди, че тя нямала никаква подкрепа в Кукуш.
Когато кукушки революционни дейци с цел набавяне на средства откупуват от държавата мирийното право върху Арджанското езеро (да събират определените такси за улов на риба и изсичане на камъша и тръстиката), Туше Тишин е избран за председател на предприятието. Поради добродушието му към останали без средства съмишленици предприятието се оказва пред фалит и е поето от Христо Янков.